# Transfeminisme
Transfeminisme er en bevægelse, der støtter opfattelsen af, at transkvinder er knyttet til den feministiske bevægelse, herunder særligt, at transkvinder har ret til at udtrykke en kønsidentitet, der ikke stemmer overens med det køn, personen er blevet tildelt ved fødslen.
Transfeminismens vision er et samfund, hvor transkønnede personer ikke oplever diskriminiation, vold samt marginalisering, men derimod føler sig trygge og anerkendt.